# Werner Schnappauf

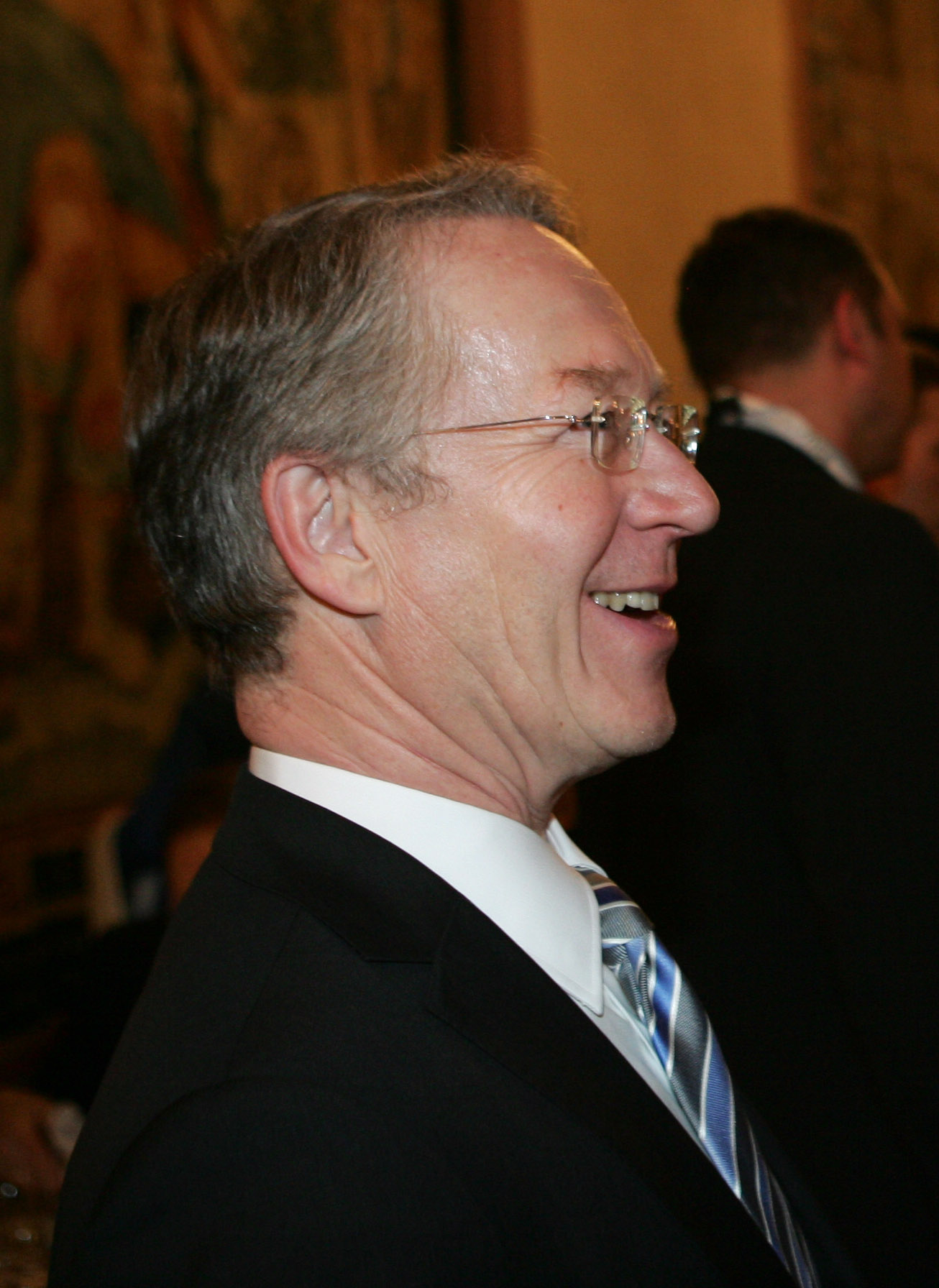
Werner Schnappauf (2011)

Werner Schnappauf (* 30. August 1953 in Steinbach am Wald) ist ein deutscher Politiker (CSU) und Lobbyist. Von 1998 bis zum 15. Oktober 2007 war er Bayerischer Staatsminister für Umwelt, Gesundheit und Verbraucherschutz, vom 24. September 2007 bis 31. März 2011 Hauptgeschäftsführer des Bundesverbandes der Deutschen Industrie (BDI).

## Leben

### Ausbildung und Beruf
Schnappauf besuchte das Kaspar-Zeuß-Gymnasium in Kronach, wo er 1973 das Abitur machte. Nach dem Wehrdienst studierte er ab 1974 Rechts- und Staatswissenschaften sowie Politische Wissenschaften an der Universität Erlangen/Nürnberg und promovierte bei Walter Schmitt Glaeser 1982 mit dem Thema Standortbestimmung bei Kernkraftwerken an der Universität Bayreuth zum Dr. jur.

### Politischer Werdegang
Schnappauf war von 1989 bis 1998 Landrat des Landkreises Kronach im Frankenwald. Von 1998 bis 2003 war er Bayerischer Staatsminister für Landesentwicklung und Umweltfragen. 1999 wurde er Vorsitzender des CSU-Bezirksverbandes Oberfranken und unter seiner Führung gelang es der CSU, zahlreiche oberfränkische Kommunen, u. a. Hof, Bayreuth und Kulmbach, von der SPD zu gewinnen, sowie den CSU-Bezirksverband bei Landtags- und Bundestagswahlen zu einem der erfolgreichsten in Bayern zu machen.
Seit dem 21. September 2003 war Schnappauf Mitglied des Bayerischen Landtags. Vorausgegangen war Schnappaufs nach erheblichen Konflikten gescheiterter Versuch, Direktkandidat im Wahlkreis Bamberg zu werden. Vom 14. Oktober 2003 bis zum 15. Oktober 2007 war Schnappauf Bayerischer Staatsminister für Umwelt, Gesundheit und Verbraucherschutz. Sein vorheriges Ministerium wurde dazu mit dem Bayerischen Staatsministerium für Gesundheit, Ernährung und Verbraucherschutz zusammengelegt. Die Zuständigkeit für die Landesplanung musste er an das Wirtschaftsministerium abgeben.

### Tätigkeit für den Bundesverband der Deutschen Industrie
Auf einer außerordentlichen Sitzung von Präsidium und Vorstand des Bundesverbandes der Deutschen Industrie (BDI) am 24. September 2007 wurde Schnappauf zum neuen BDI-Hauptgeschäftsführer berufen. Auf einen Ministerposten im neuen Kabinett unter Ministerpräsident Günther Beckstein hatte Schnappauf verzichtet. Sein Mandat als Landtagsabgeordneter legte er am 15. November 2007 nieder. Zu seinem Nachfolger als CSU-Bezirksvorsitzender wurde am 8. Dezember 2007 Karl-Theodor zu Guttenberg gewählt.
Schnappauf übte Ende 2009 Kritik am SWIFT-Abkommen zum Austausch von Bankdaten mit den USA, dem die EU-Innenminister zuvor mehrheitlich zugestimmt hatten. Aus den Daten ließen sich ebenfalls Erkenntnisse über „Märkte, Vertragspartner und Geschäftsvolumina“ ableiten, so Schnappauf. Er erkannte eine konkrete Gefahr, „dass Unternehmen ausspioniert werden“.
Im Kontext von chinesischen Exportbeschränkungen für Seltene Erden warnte Schnappauf 2010 vor Versorgungsengpässen für die deutsche Wirtschaft. Er beschrieb die künstliche Verknappung als industriepolitisch motiviert und als Versuch Chinas, „die Wertschöpfung im eigenen Land zu halten“. Schnappauf forderte, dass Thema „global auf die Tagesordnung“ zu setzen.
Sein Amt als Hauptgeschäftsführer des BDI stellte Schnappauf zum 31. März 2011 zur Verfügung, nachdem das Protokoll einer BDI-Sitzung mit Aussagen Rainer Brüderles zum vorübergehenden Ausstieg aus der Atomkraft, die gegensätzlich zu der öffentlichen Position der schwarz-gelben Regierungskoalition waren, bekannt geworden war. Schnappauf übernahm damit die politische Verantwortung für die Indiskretion, nachdem der BDI zunächst von einem „Protokollfehler“ gesprochen hatte.

### Weitere Tätigkeiten
Schnappauf ist Partner der Kanzlei Graf von Westphalen und Senior Advisor der Bank of America Merrill Lynch, Mitglied des Aufsichtsrates der Allianz Deutschland AG und Mitglied des Kuratoriums der Allianz Umweltstiftung.
Seit 2016 gehört er dem Rat für Nachhaltige Entwicklung an, von 2020 bis 2023 als Vorsitzender des Rates.
Ehrenamtlich engagiert sich Schnappauf als Botschafter der Stiftung Kindergesundheit.

### Privates
Schnappauf ist verheiratet und hat drei Kinder.

## Positionen

### Kühlwasser von Kernkraftwerken
Im Sommer 2003 entschied er angesichts der hohen Temperaturen, den Temperatur-Grenzwert für das abgeleitete Kühlwasser aus den bayerischen Atomkraftwerken per Ausnahmegenehmigung heraufzusetzen.
In seine Zeit als Umweltminister fällt der Abschuss von JJ1, besser bekannt als Bär Bruno.